# Seestadt Aspern
Ten artykuł dotyczy przyszłego wydarzenia. Informacje w nim zawarte mogą się zmienić wraz z pojawieniem się nowych faktów, a początkowe doniesienia mogą być niepewne. Ostatnie aktualizacje tego artykułu mogą nie odzwierciedlać najbardziej aktualnych informacji.
Seestadt Aspern (także Aspern Seestadt lub Aspern – die Seestadt Wiens) – część miasta Wiednia zlokalizowana na terenie Aspern w 22. dzielnicy Donaustadt na wschodzie miasta. Budowa dzielnicy rozpoczęła się w 2009 r. i ma zakończyć się w 2028 r. Docelowo w Seestadt Aspern mieszkać ma 20 tys. osób i ma znaleźć się tu tyle samo miejsc pracy w przestrzeniach biurowo-przemysłowych oraz usługowo-handlowych. Projekt ten jest jak dotąd największym przedsięwzięciem rozbudowy przestrzeni miejskiej w Europie XXI wieku. Na terenie osiedla przewidziano wiele przestrzeni wspólnych, a także terenów zielonych i rekreacyjnych. 

## Położenie

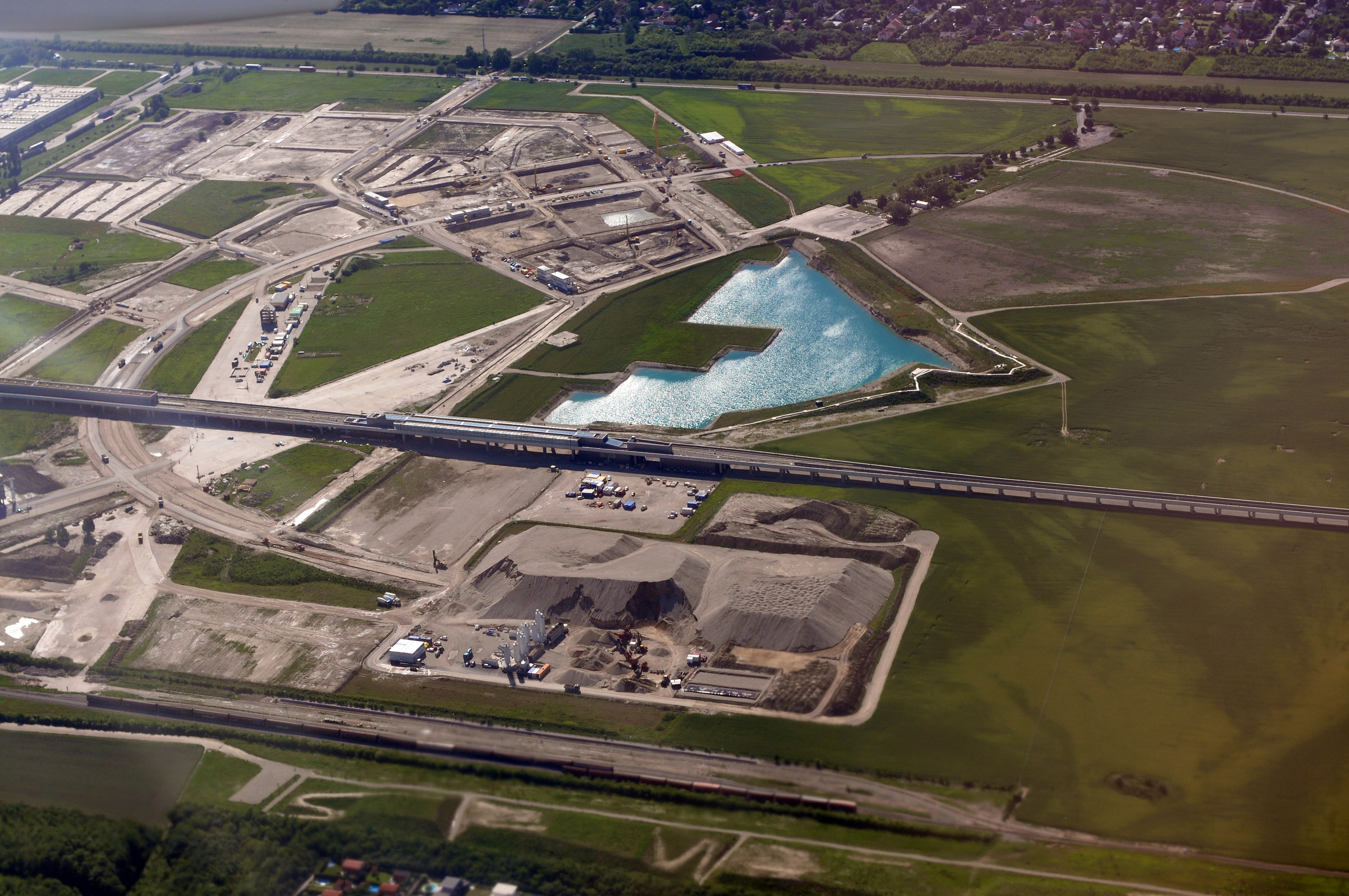
Teren budowy widziany z lotu ptaka, maj 2013

Teren, na którym leży Seestadt Aspern jest ograniczony w następujący sposób:
- od północy przez linię kolejową łączącą Wiedeń z Bratysławą;
- od wschodu przez ulicę Josefine-Hawelka-Weg;
- od południa przez teren zakładów Opel Wien;
- od zachodu przez ulicę Johann-Kutschera-Gasse.

Teren przeznaczony pod budowę Seestadt Aspern ma powierzchnię 240 ha. W jego centralnym miejscu znajduje się jezioro Asperner See o powierzchni ok. 50 tys. m².

## Historia

Logo projektu Seestadt Aspern

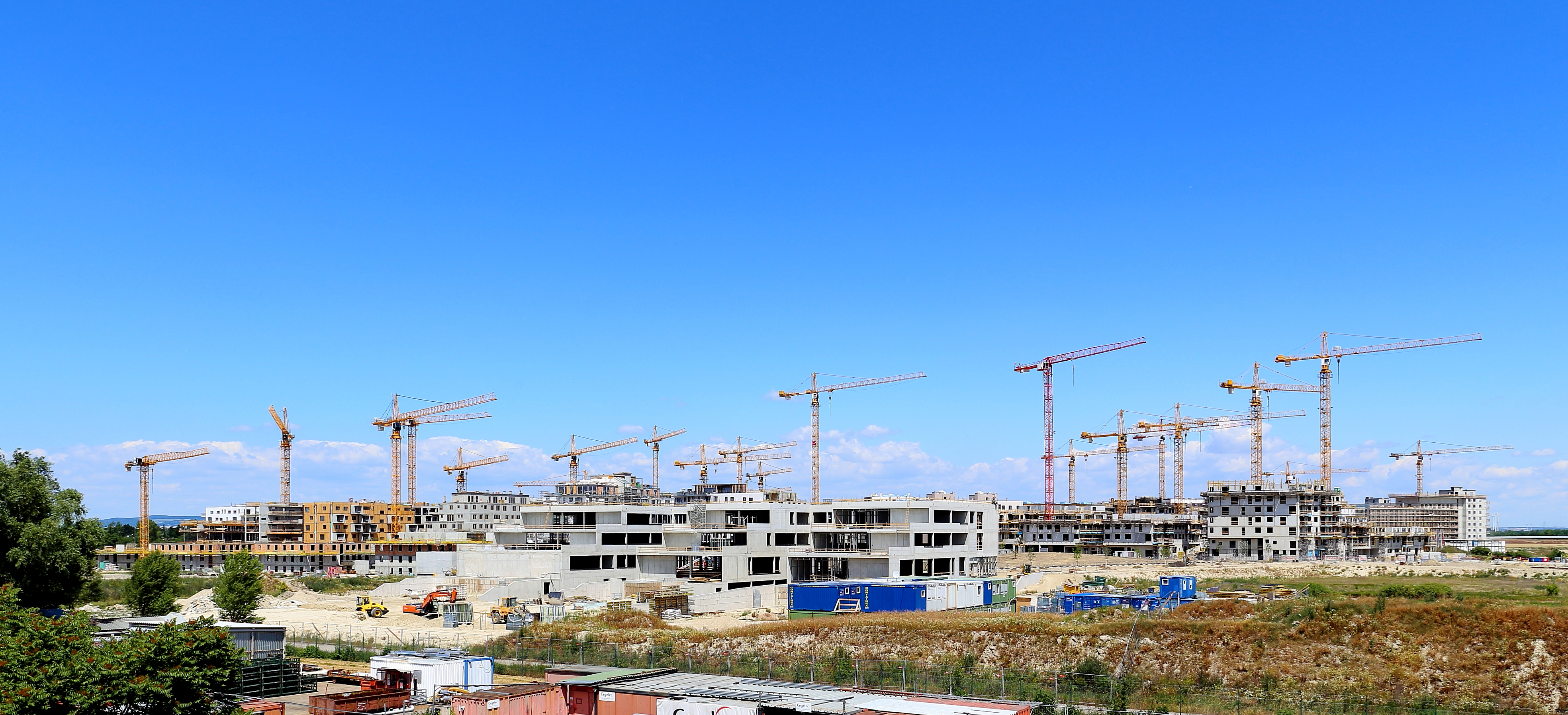
Budowa Seestadt Aspern, czerwiec 2014

Projekty zagospodarowania terenu w okolicach dzielnicy Aspern sięgały lat 90. XX wieku. Początki realizacji tych planów miały jednak miejsce w pierwszej dekadzie XXI wieku, kiedy to w 2004 r. rozpisano konkurs na zaplanowanie urbanistyczne terenów po nieczynnym lotnisku Aspern z lat 60. W 2006 r. wyłoniono zwycięzcę – głównym wykonawcą projektu ma być szwedzka grupa architektoniczna Tovatt Architects & Planners. Ostatecznie plan zatwierdzono w 2007 r. Zarządzanie projektowi powierzono celowej spółce miejskiej Wien 3420 AG, która sprzedaje lub dzierżawi inwestorom tereny pod zabudowę z wcześniej wykonanym projektem budynków. Projekt podzielono na trzy etapy:
- Etap 1 (lata 2009–2017): budowa głównej infrastruktury, dróg, terenów zielonych i innej infrastruktury, budowa pierwszych budynków mieszkalnych, usługowych i biurowych w południowo-zachodniej części dzielnicy;
- Etap 2 (lata 2017–2022): budowa węzła przesiadkowego na stacji Aspern Nord, budowa połączenia drogowego z autostradą A23, dalsza rozbudowa budynków mieszkaniowych i biurowo-usługowych;
- Etap 3 (lata 2022–2028): zakończenie budowy ostatnich budynków oraz części wspólnych w północnej części osiedla.

Docelowo na terenie Seestadt Aspern ma mieszkać 20 tys. osób, a także ma się tu znaleźć taka sama liczba miejsc pracy. Tym samym jest to największy projekt rozbudowy przestrzeni miejskiej w Europie w XXI wieku. Cały projekt ma kosztować 5 mld euro.
W 2012 r. dokonano niewielkich korekt w planie zabudowy. Wówczas oddano także do użytku pierwszy obiekt na terenie Seestadt Aspern - centrum technologiczne Aspern IQ. W 2013 r. otwarto końcowy odcinek linii metra U2 łączącej Seestadt Aspern z centrum miasta. Rok później mieszkańcom przekazano pierwsze budynki mieszkalne. W 2018 r., po zakończeniu pierwszego etapu budowy, Seestadt Aspern zamieszkiwało 6,5 tys. osób.

## Koncepcja urbanistyczna

### Zabudowania
Budynki w obrębie Seestadt Aspern podzielono na trzy podstawowe grupy według ich funkcji: mieszkalne, biurowo-przemysłowe i handlowo-usługowe. Według tych funkcji zostały one umieszczone na planie osiedla, tworząc części wyłącznie mieszkalne, wyłącznie biurowe lub z mieszaną zabudową. Łącznie na terenie dzielnicy będzie dostępne 830 tys. m² powierzchni mieszkalnych i usługowych, 150 tys. m² powierzchni przemysłowych, 90 tys. m² powierzchni infrastruktury społecznej oraz 300 tys. m² powierzchni na potrzeby nauki i kultury. Wśród budynków mieszkalnych przewidziano zróżnicowanie pod względem powierzchni oraz ceny lokali w zależności od lokalizacji na terenie osiedla.

### Tereny wspólne
W obrębie Seestadt Aspern przewidziano wiele terenów wspólnych i rekreacyjnych. W centralnym punkcie osiedla znajduje się jezioro Asperner See wraz z parkiem, plażami i kąpieliskami umieszczonymi nad nim. Łącznie do dyspozycji mieszkańców ma być 5 parków o całkowitej powierzchni ponad 8 ha. Dodatkowo na osiedlu znajdują się przestrzenie do wyprowadzania psów, place zabaw, skateparki oraz wspólne ogrody. Przez osiedle przebiega główna aleja handlowo-rekreacyjna kończąca się w parku nad jeziorem. Do niego dobiegają także pozostałe aleje osiedla.

### Komunikacja
W obrębie całego osiedla wytyczono sieć dróg, na których obowiązuje ograniczenie prędkości do 30 km/h. Podczas projektowania wyznaczono także limit 80 miejsc parkingowych na każde 100 mieszkań. Głównym założeniem projektantów było promowanie ekologicznego transportu publicznego lub pieszego, czy też rowerowego. Na terenie całego osiedla rozmieszczone są wypożyczalnie systemu roweru publicznego SeestadtFLOTTE i wytycznone są ścieżki rowerowe. Na terenie osiedla przewidziano dwa centra przesiadkowe komunikacji miejskiej – Seestadt będące końcową stacją linii metra U2 oraz Aspern Nord, gdzie oprócz linii U2 do dyspozycji mieszkańców są pociągi S-Bahn (linia S80) oraz pociągi regionalne ÖBB. Na terenie Aspern wyznaczono także siedem linii autobusowych Wiener Linien dowożących pasażerów do centrów przesiadkowych. W 2019 r. na terenie Seestadt Aspern uruchomiono linię obsługiwaną autobusem autonomicznym. Docelowo na terenie Aspern 40% podróży ma się odbywać pieszo lub rowerem, 40% transportem publicznym, a 20% transportem prywatnym. 

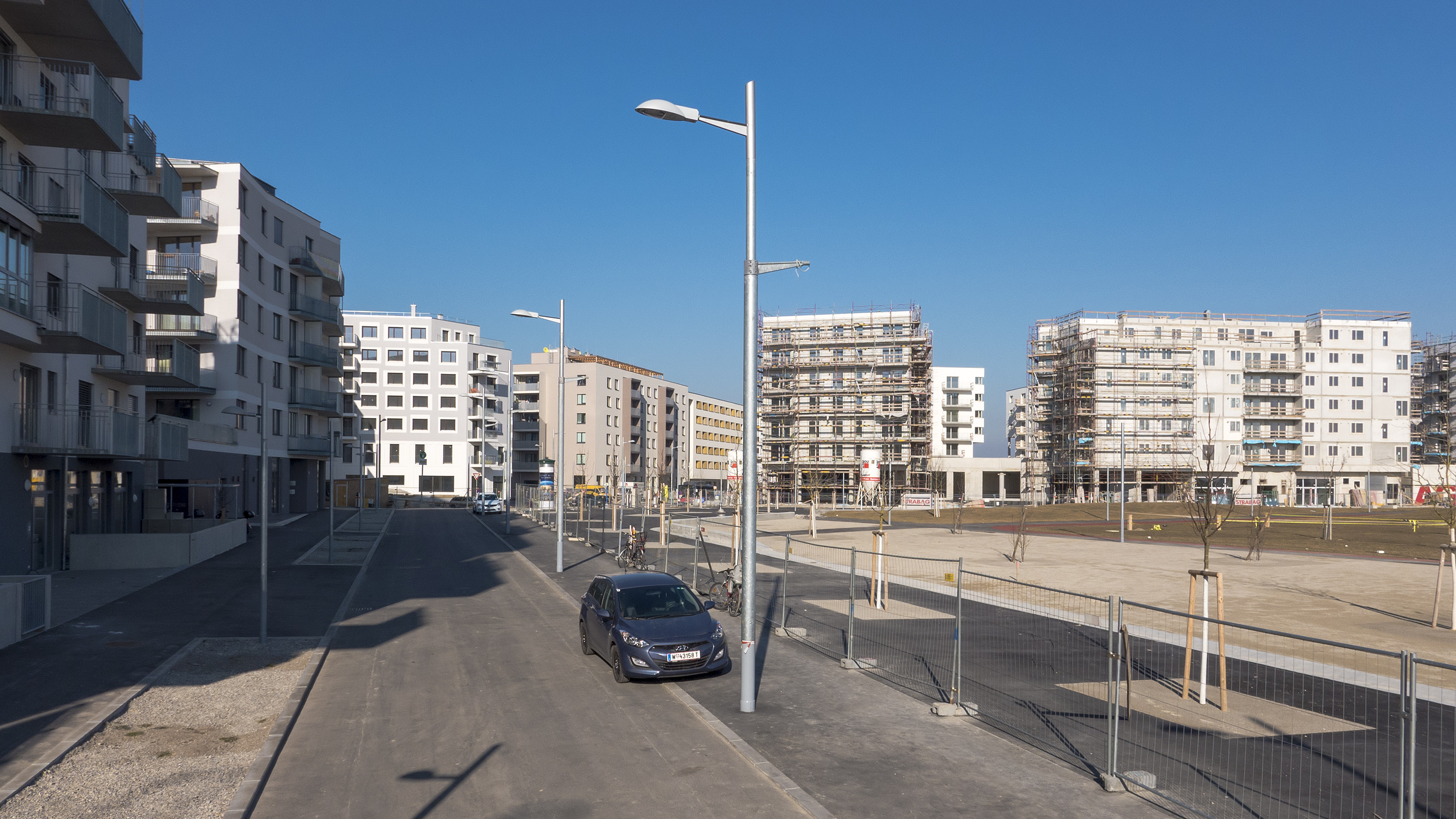
Część mieszkalna, luty 2015
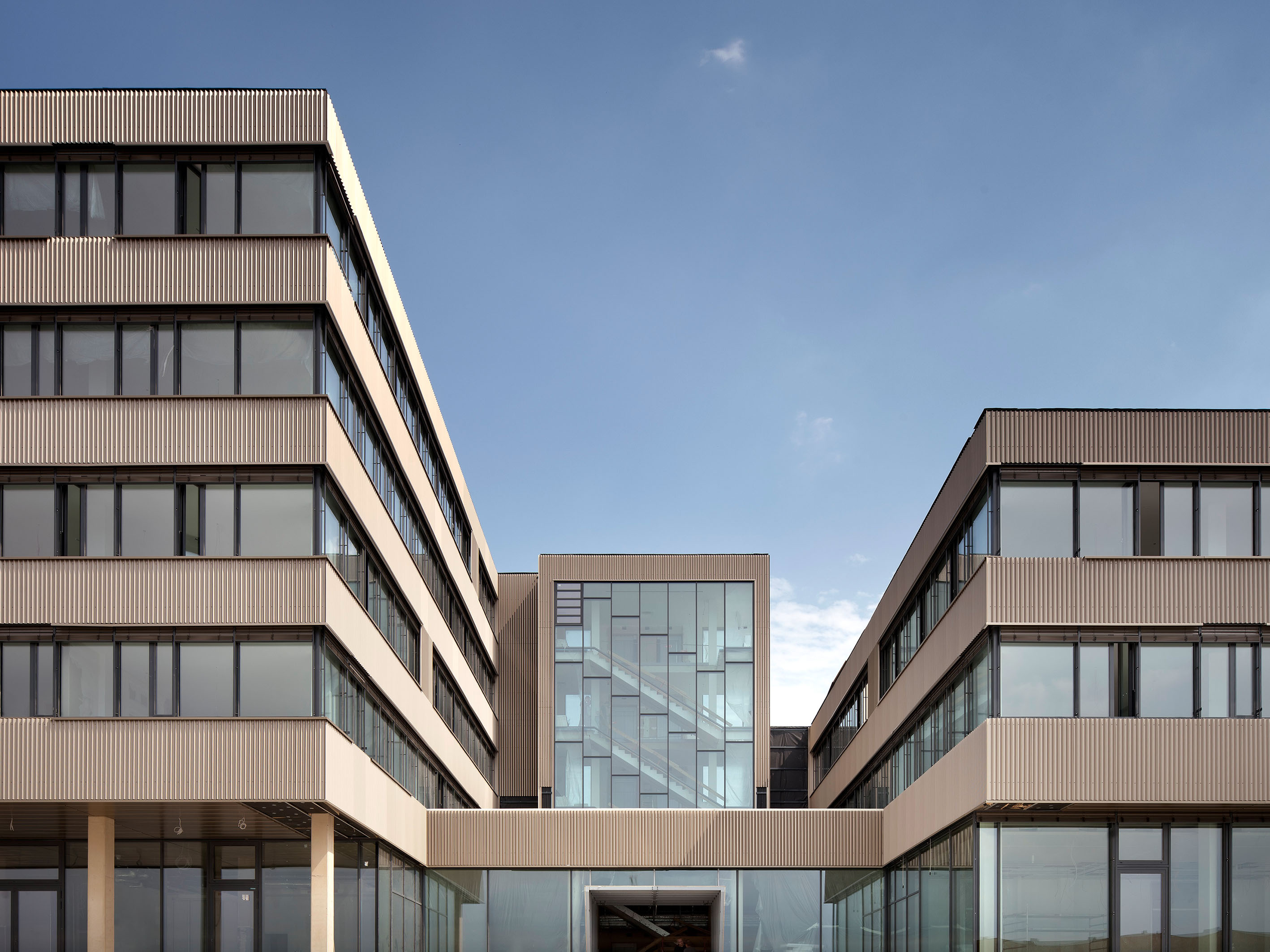
Centrum technologiczne Aspern IQ
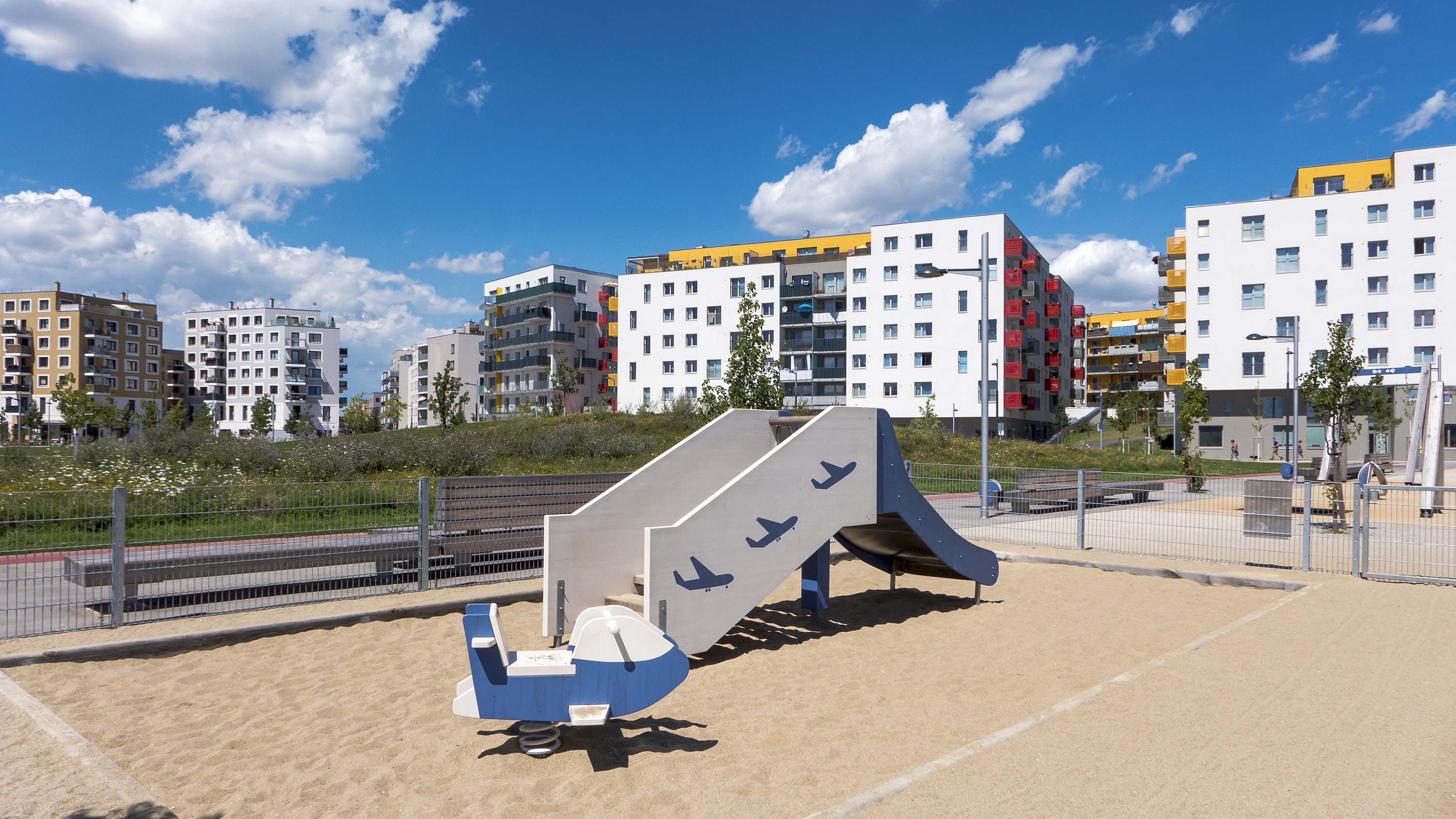
Plac zabaw w Hannah-Arendt-Park
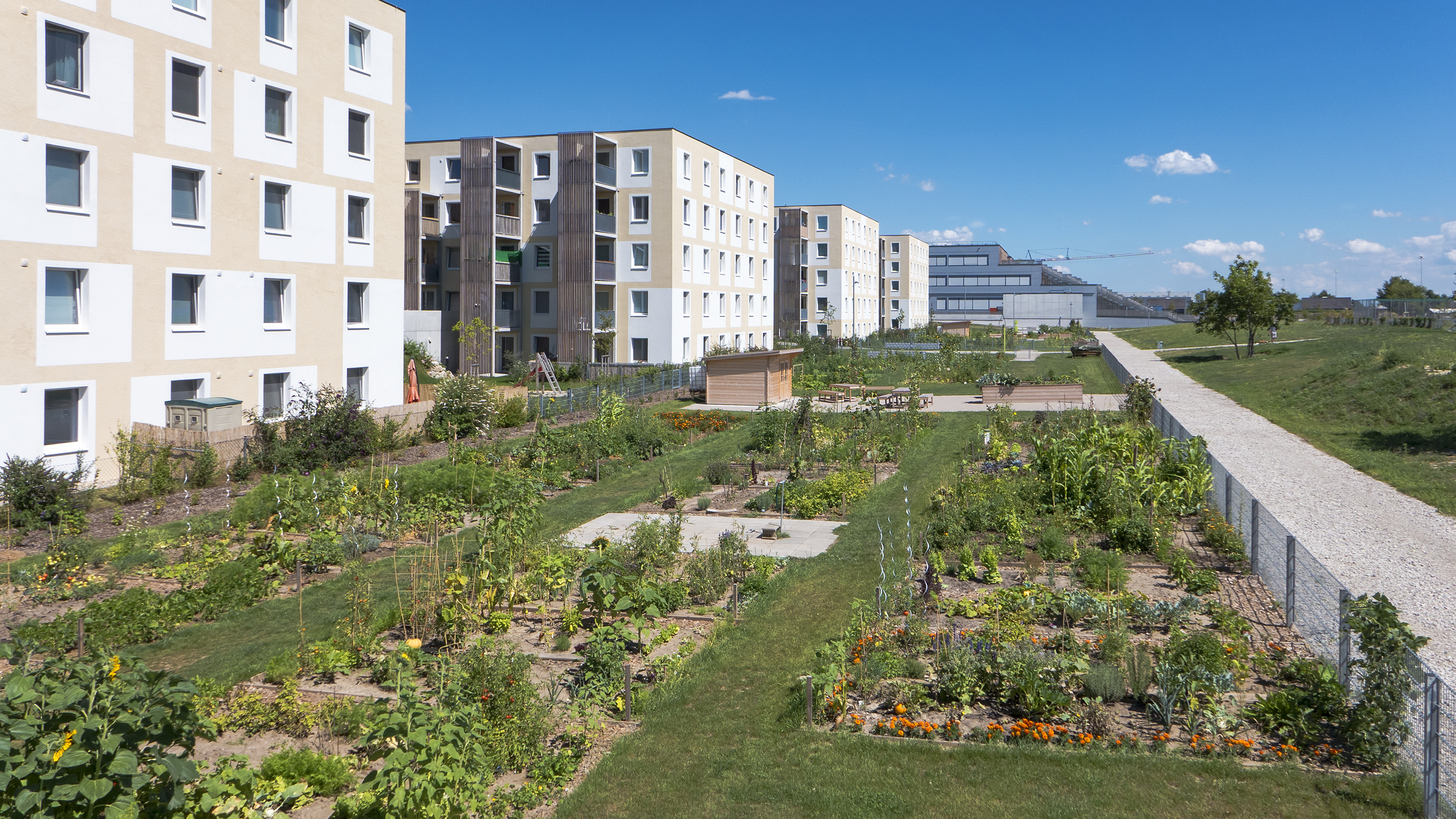
Madame d'Ora Park
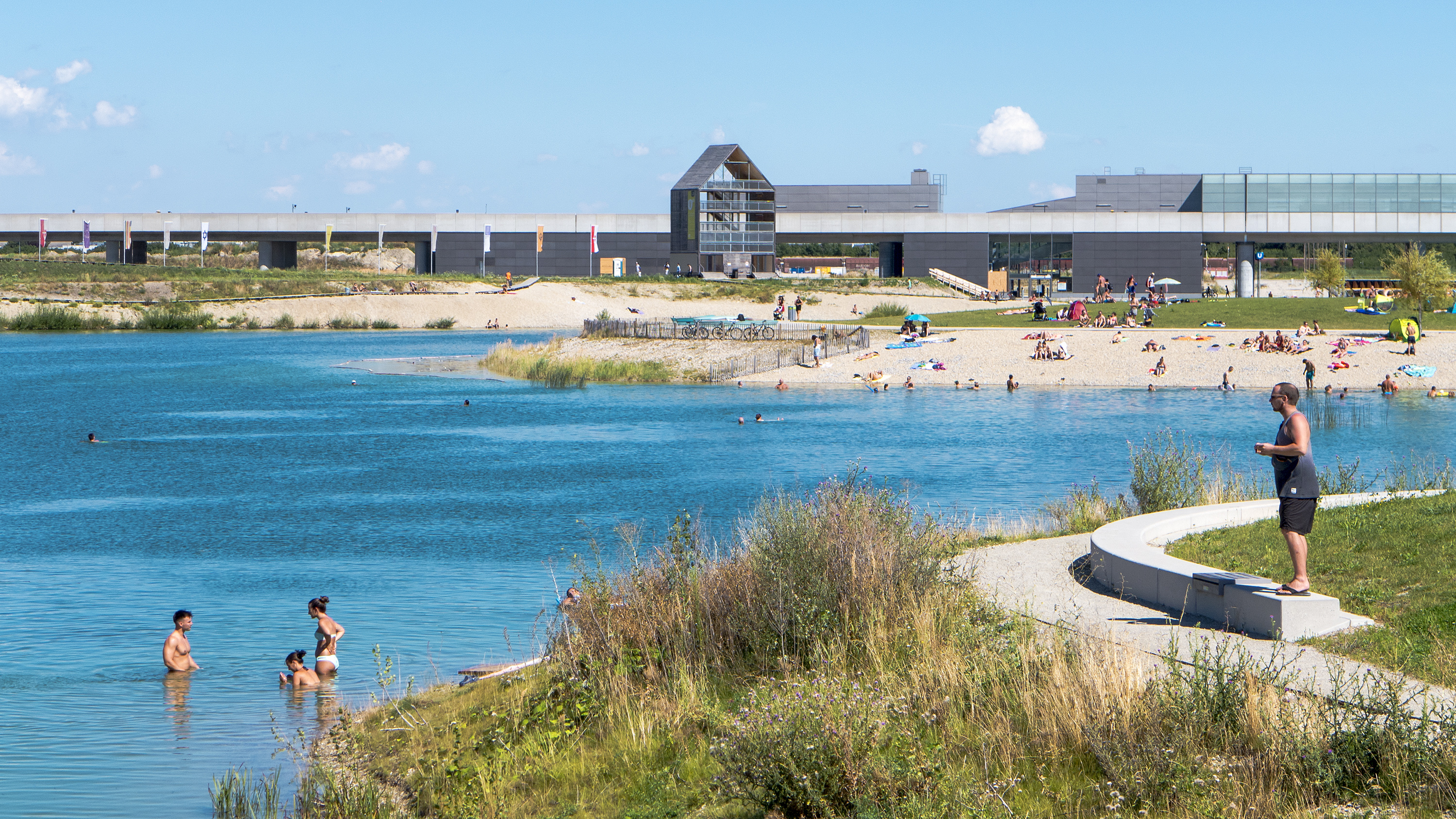
Plaża nad jeziorem
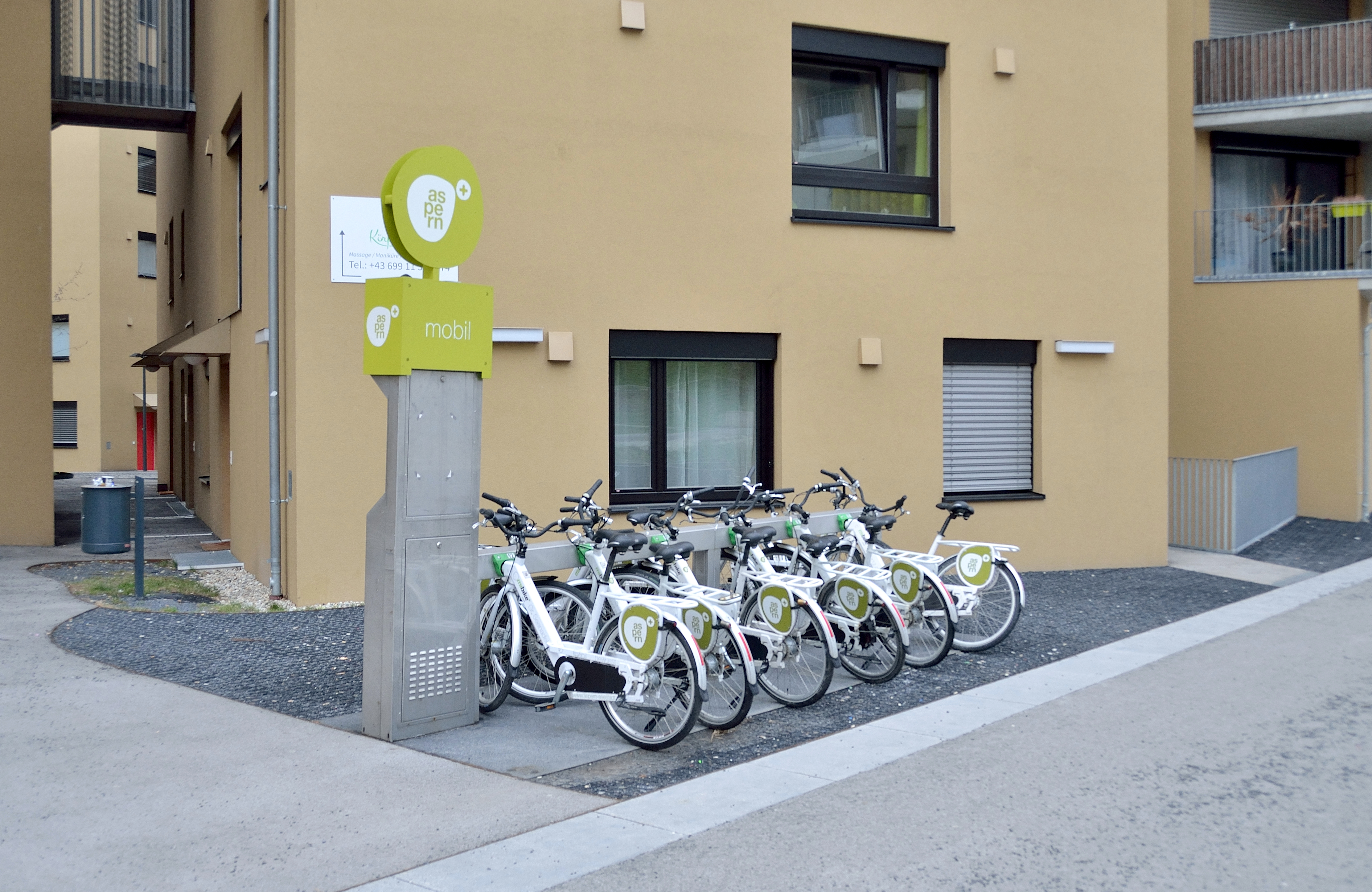
Stacja roweru publicznego SeestadtFLOTTE
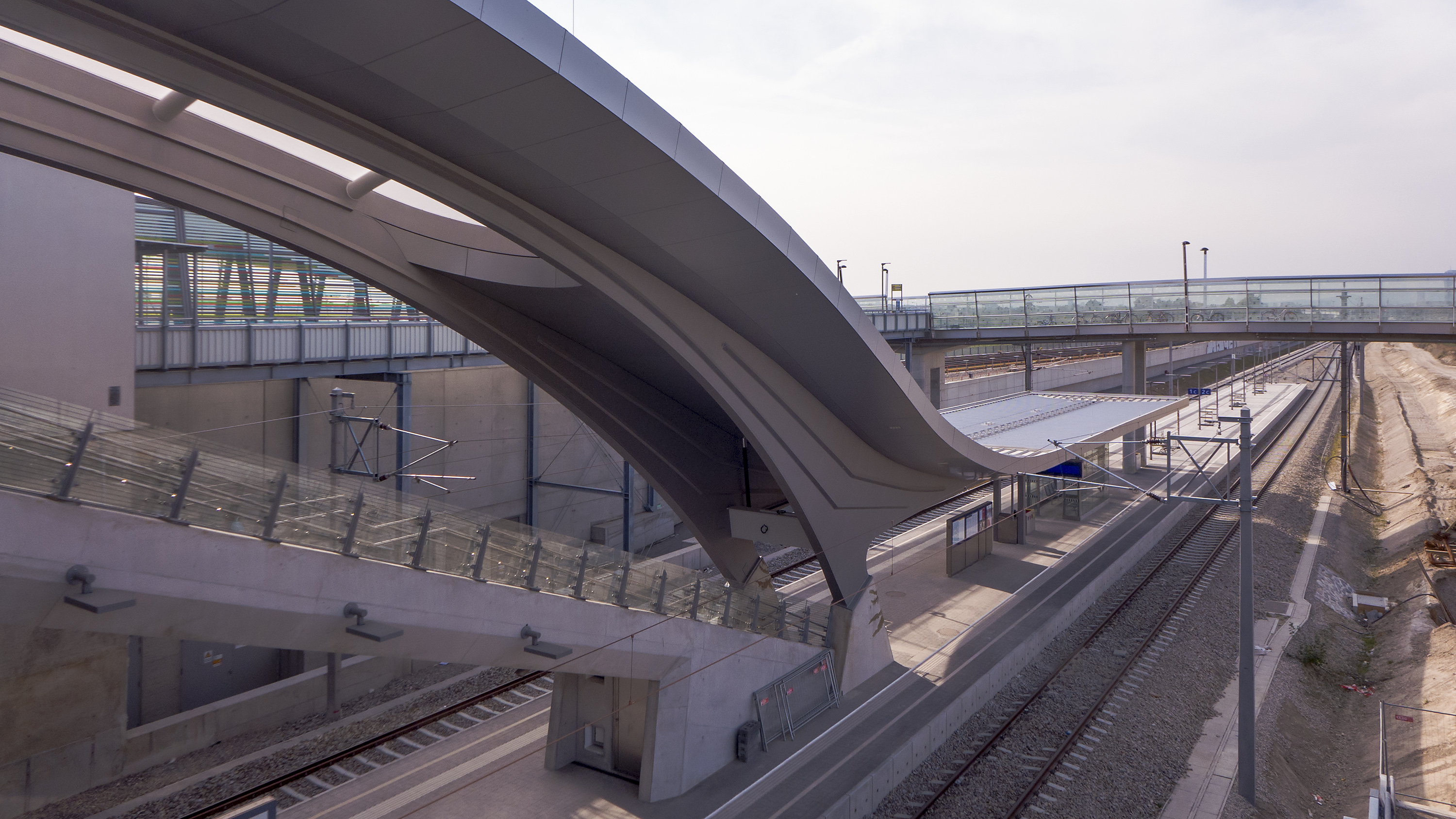
Dworzec Aspern Nord
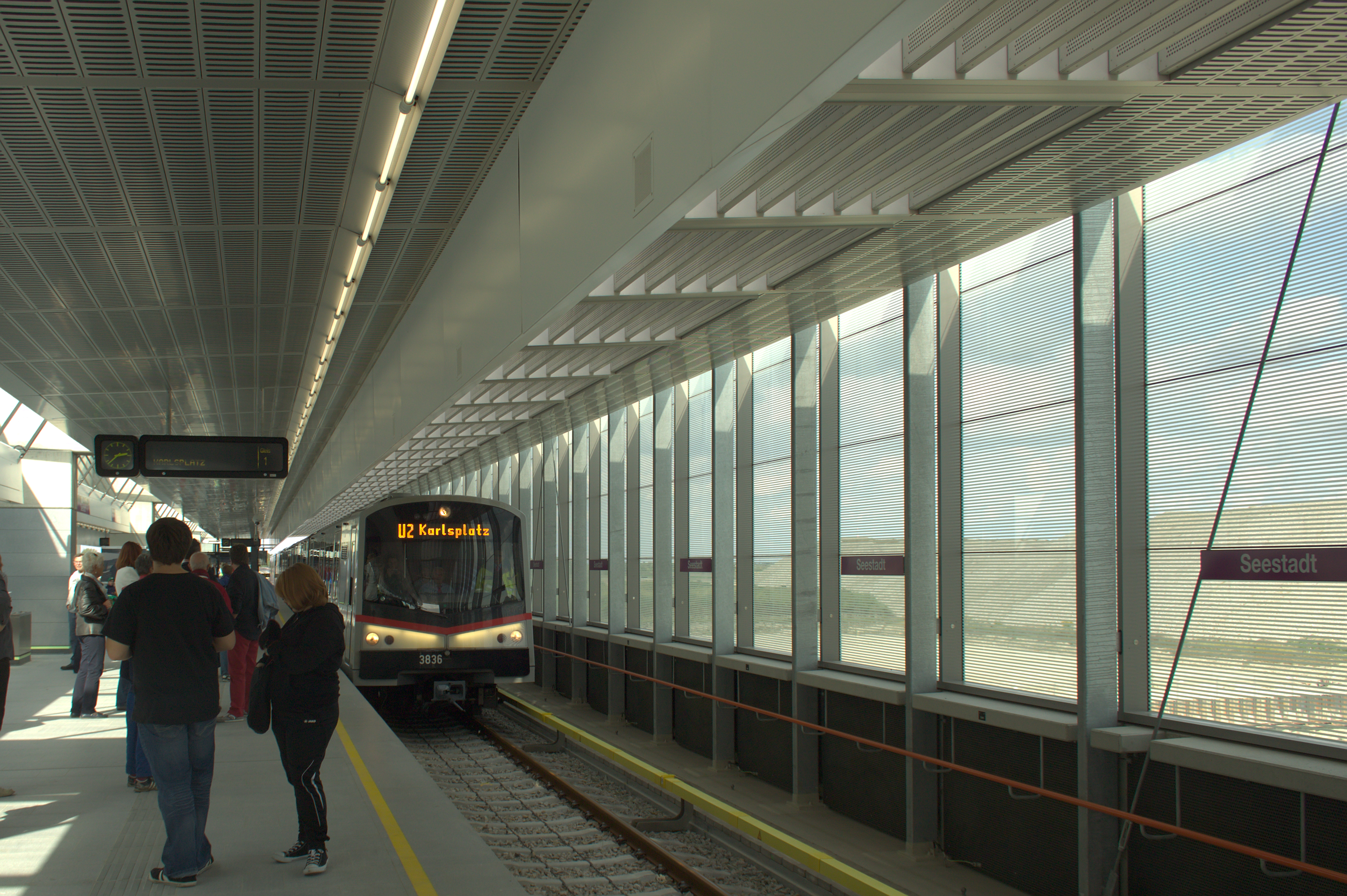
Stacja metra Seestadt